# Maksim Kontsévich
Maksim Lvóvich Kontsévich,en ruso Максим Львович Концевич (Jimki, 25 de agosto de 1964), es un matemático y físico matemático ruso. Recibió la Medalla Fields en 1998, el 23.er Congreso Internacional de Matemáticos de Berlín. Es PhD por la Universidad de Bonn. Su tesis prueba una conjetura de Edward Witten: dos modelos de gravedad cuántica son equivalentes. Actualmente es profesor en el Institut des hautes études scientifiques en Bures-sur-Yvette al sur de París.
Ganó la medalla Fields por su contribución a los cuatro problemas de la geometría.
El matemático ruso Maxim Kontsevich ha sido galardonado con el prestigioso Premio Shaw en 2012, por el estudio de la simetría especular, una nueva interacción entre el álgebra y la geometría. 
Este premio fue establecido en 2002 por el magnate y filántropo de Hong Kong, Shao Yifu. Se otorga a científicos que han hecho importantes contribuciones a la astronomía, matemáticas y ciencias naturales. 
- Datos: Q369588
- Multimedia: Maxim Kontsevich / Q369588